# Космос-1129
Бион-5 (Космос-1129) — советский искусственный спутник Земли серии «Бион», предназначенный для проведения биологических исследований. Запущен 29 сентября 1979 года с космодрома Плесецк ракетой-носителем «Союз-У» со стартовой площадки № 41/1.
Это был международный проект, в котором участвовали учёные из девяти стран: Чехословакия, Восточная Германия, Франция, Венгрия, Польша, Румыния и США. Основным экспериментом была первая попытка разведения млекопитающих в космосе, которая оказалась неудачной.

## Эксперименты
В рамках данного полёта проводилось более десятка различных экспериментов. Некоторые уже проводились во время предыдущих полётов, несколько было совершенно новых.
Эксперименты «Стресс», «Биоритм», «Части тела», «Поведение» были разработаны в Словакии. В них изучалось поведение 38 серых крыс.
В эксперименте «Стресс» проверялась реакция на острый и хронический иммобилизационный стресс в полёте и после него.
В эксперименте «Поведение» проверялось наличие условных рефлексов, выработанных до полёта и появление рефлексов во время полёта. Выявлено волнообразное снижение активности при рефлекторных действиях крыс на борту по сравнению с контрольной группой на Земле.
В ходе эксперимента «Онтогенез» были предприняты попытки впервые определить возможность оплодотворения и развитие плода у млекопитающих в условиях невесомости. Пять самок и двое самцов крыс должны были пребывать на орбите 18 суток и вернутся на Землю за два-три дня до предполагаемого рождения детёнышей.
В Чехословакии и СССР был разработан эксперимент «Инкубатор», в рамках которого проводилось изучения развития 60 яиц японских перепелов.
Показано, что невесомость не является принципиальным препятствием для нормального эмбриогенеза птиц.
Эксперимент «Гравитационное предпочтение» представлял собой центрифугу с четырьмя туннелями. Плодовые мушки дрозофилы могли перемещаться по туннелям и выбирать место, для откладки яиц. В зависимости от расстояния до центра, скорость вращения разная и разная центробежная сила. В условиях невесомости, центробежная сила создаёт силу реакции опоры, что в свою очередь схоже с гравитацией. Таким образом можно было определить комфортный уровень гравитации для данных животных, а также эволюционную важность гравитационного воздействия.
Предпочтений выявлено не было. Куколки и их оболочки были распределены по центрифуге равномерно.
В рамках советско-французского эксперимента «Биоблок» продолжались исследования радиационного влияния тяжёлых ядер космических лучей для организмов.
СССР и США продолжали серию экспериментов по изучению способности развиваться соматических растительных клеток, а также обмена веществ в опухолевых клетках растений.
На борту также развивался и рос арабидопсис. На его основе данного эксперимента считается, что сила тяжести не имеет существенного влияния процессы на поздних стадий развития высших растений.

## Посадка
Космос-1129 приземлился Землю 14 октября 1979 года вблизи с Октябрьское, Казахская ССР.
Первые исследования по биологическим предметам, которые были на борту были выполнены на посадочной площадке в оперативном режиме в полевой лаборатория. После предварительных исследование материалы и эксперименты были отправлены в научные лаборатории в странах, участвующих в экспериментах.